# Söğüt
Söğüt, mesto in okrožje v provinci Bilecik v Marmarski regiji Turčije,  ki ima pet manjših mest in 23 vasi in meri 599 km2. Na zahodu meji na Bilecik, na severu na Gölpazarı, na severovzhodu na İnhisar, na jugovzhodu na Eskişehir in na jugozahodu na Bozüyük. Leta 2007 je imelo mesto 15.761 prebivalcev, celo okrožje pa 23.186 prebivalcev.

## Zgodovina
Söğüti so bili veja seldžuškega turškega plemena Kayı iz plemenske zveze Bozok, ki so v 12. in 13. stoletju zasedli zahodno Anatolijo in kasneje ustvarili Osmansko cesarstvo. Mejili so na tri velika oguška plemena: Eskenderum na severu, Eskişehir na vzhodu in Konyali na jugu. Ozemlje zahodno od njih je pripadalo Bizantinskemu cesarstvu. Njihova legenda pravi, da je plemenski poglavar (beg) Ertuğrul pogumno branil svoje ozemlje pred sosednjimi plemeni, njegov sin Osman I. pa jih je v letih 1299 do 1324 premagal in pokoril. Ko je po Osmanovi smrti prišel na oblast njegov sin Orhan, je očetu v čast pleme preimenoval v Osmani. 
Vas Söğüt, ki se je do leta 1231 imenovala Tebasion in je pripadala Nikejskemu cesarstvu, je zrasla v mesto in postala prva prestolnica Osmanskega cesarstva, dokler niso Osmani leta 1325 zasedli bizantinskega mesta Prusa (Bursa) in leto kasneje tja preselili svojo prestolnico. V Söğütu sta bila rojena prva  osmanska sultana Osman I. in Orhan I., po nekaterih podatkih pa tudi Murat I..

## Danes
Söğüt je sedaj majhno mesto v provinci Bilecik. V mestnem etnografskem muzeju je prikaz turške zgodovine in kipi osmanskih sultanov. Ob četrtkih je v mestu odprta tržnica, ki jo zaradi nakupov obiskujejo prebivalci okrožij İnhisar in Yenipazar. 